# Орос, Александер
Александер Антонио Орос Уэрта (исп. Alexander Antonio Oroz Huerta; род. 15 декабря 2002, Сан-Бернардо, Сантьяго) — чилийский футболист, вингер клуба «Коло-Коло».

## Клубная карьера
Орос — воспитанник клуба «Коло-Коло». В 2021 году для получения игровой практики Александер на правах аренды перешёл в «Депортес Икике». 4 апреля в матче против «Кокимбо Унидо» он дебютировал в чилийской Примере B. В этом же поединке Александер забил свой первый гол за «Депортес Икике». По окончании аренды Орос вернулся в «Коло-Коло». 7 февраля 2022 года в матче против «Эвертона» он дебютировал в чилийской Примере. В этом же поединке Александер забил свой первый гол за «Коло-Коло». По итогам сезона Орос стал чемпионом Чили.

## Международная карьера
В 2019 году в составе юношеской сборной Чили Орос принял участие в юношеском чемпионате Южной Америки в Перу. На турнире он сыграл в матчах против команд Аргентины, Перу и Эквадора. 
В 2019 году в составе юношеской сборной Чили Орос принял участие в юношеском чемпионате мира в Бразилии. На турнире он сыграл в матчах против команд Франции, Гаити, Южной Кореи и Бразилии. В поединке против корейцев Александер забил гол.

## Достижения
Клубные
 «Коло-Коло»
- Победитель чилийской Примеры (1) — 2022
- Обладатель Суперкубка Чили (1) — 2022